# スマイル (ホフディランの曲)
「スマイル」は、1996年7月3日に発売されたホフディランの1stシングル。

## 概要
- ホフディランのメジャーデビュー作品。
- フジテレビ系アニメ『こちら葛飾区亀有公園前派出所』の初代エンディングテーマ。
- ティースマイルCMソング。
- 『けんたろうとミクのワイワイキッズ』でも歌われた。
- 2020年3月、大塚製薬「オロナミンC」のCM「元気はつよいぞ。スピーチ」篇に起用。歌唱は同CMに出演の森七菜[1]。

## 収録曲
全曲作曲・作詞：渡辺慎
1. スマイル [3:21]
2. サガラミドリさん [2:10]
3. こんな僕ですが [3:13]
4. スマイル (カラオケ)
5. サガラミドリさん (カラオケ)
6. こんな僕ですが (カラオケ)

## 森七菜のシングル
「スマイル」は、日本の女優でJ-POP歌手の森七菜の初の配信限定シングルで、シングルとしてはデビュー作である。ホフディランのプロデュースにより、2020年7月19日にSony Musicから配信した。森が出演している大塚製薬『オロナミンC』のCMソングとは別バージョンとなっている。映画監督の奥山大史によって制作されたミュージックビデオは、再生回数3000万回を超えた。
「スマイル -WINTER MIX-」（スマイル ウィンター・ミックス）は、日本の女優でJ-POP歌手の森七菜の2作目の配信限定シングルである。ホフディランのプロデュースにより、2021年1月20日にSony Musicから配信した。